# Volpone
Pour les articles homonymes, voir Volpone (homonymie).

Volpone ou Le Renard est une comédie du dramaturge anglais Ben Jonson, représentée pour la première fois à Londres en 1606. L'œuvre est influencée par celle de Lucien de Samosate dans les Dialogues des morts au chapitre mettant en scène le personnage de Polystratos.

## Présentation
Volpone, pièce écrite par Ben Jonson au début du XVIIe siècle en Angleterre, est une comédie satirique qui se concentre sur les vices et les excès de la société de l'époque, en particulier la cupidité et l'avarice.
Le personnage principal de la pièce, Volpone, est un homme riche et célibataire qui feint d'être mourant afin de tromper des courtisans avides d'hériter de sa fortune fictive. Il fait croire à ces courtisans qu'ils sont les plus proches héritiers potentiels en leur offrant des cadeaux coûteux et en se montrant généreux avec eux.
Cependant, Volpone n'a aucunement l'intention de leur laisser quoi que ce soit, et il se moque d'eux en les observant de manière sournoise tandis qu'ils se battent entre eux pour lui plaire. Les courtisans comprennent finalement la supercherie et se retournent contre Volpone, mais celui-ci est finalement sauvé par l'intervention d'une figure morale appelée Bonario.
Volpone est considéré comme un chef-d'œuvre de la comédie dorée, qui se concentre sur les vices et les excès des personnages riches et puissants de l'époque. La pièce est souvent considérée comme une satire de la société de l'époque et de ses vices les plus criants. Elle a été interprétée de nombreuses fois à travers le monde et reste une œuvre populaire du répertoire théâtral.

## Le contexte historique de la pièce
Volpone est une comédie de mœurs écrite par Ben Jonson au début du XVIIe siècle en Angleterre. Cette pièce a été créée pendant l'âge d'or de la littérature anglaise, qui a vu la production de nombreuses pièces importantes, telles que celles de William Shakespeare. L'époque était caractérisée par un intérêt croissant pour les problèmes sociaux et moraux, ainsi que pour la question de la justice et de l'éthique dans les affaires humaines. De plus, l'Angleterre était alors en train de traverser une période de bouleversements économiques et politiques importants, ce qui a contribué à influencer les thèmes abordés dans les pièces de théâtre de l'époque.

## L'auteur
Ben Jonson est un écrivain, poète et dramaturge anglais né en 1572 à Londres. Il est considéré comme l'un des plus grands auteurs de comédies de mœurs de son époque. Jonson a commencé sa carrière en tant qu'acteur et auteur de pièces, mais est devenu plus connu pour ses pièces de théâtre, qui abordaient souvent des thèmes sociaux et moraux tels que la cupidité, la corruption et la justice. Outre Volpone, il a écrit de nombreuses autres pièces célèbres, telles que "Every Man in His Humour", "Bartholomew Fair" et "The Alchemist". Jonson a également publié de la poésie, et ses œuvres ont été influentes pour les générations suivantes de poètes et de dramaturges. Il est considéré comme l'un des plus grands écrivains de l'âge d'or de la littérature anglaise.

## Les personnages principaux
1. Volpone : riche vénitien, il joue avec les désirs et les cupidités des courtisans en leur faisant croire qu'il va leur léguer sa fortune. Il est décrit comme étant un homme âgé et en apparence malade, mais en réalité plein de vitalité et de malice. Il aime jouer avec les autres personnages, les manipulant pour satisfaire son désir de pouvoir et de richesse. Il est sans pitié envers ceux qui cherchent à le tromper, et il est déterminé à s'assurer que son plan est exécuté à la perfection.
2. Mosca : secrétaire et le complice de Volpone dans sa supercherie, il est habile et malin, et sert de poupée de ventriloque à Volpone pour tromper les autres personnages. Il est décrit comme étant un homme avide et sans scrupules qui est prêt à tout pour satisfaire les désirs de son maître. Il est souvent le plus actif des deux dans la mise en œuvre de leur plan.
3. Corbaccio : vieillard avide et avare, il est prêt à tout pour hériter de la fortune de Volpone. Il est décrit comme étant un homme dur et sans pitié, qui n'hésite pas à utiliser la manipulation et la ruse pour atteindre ses objectifs. Il est souvent en compétition avec les autres courtisans pour le favoritisme de Volpone, et il est déterminé à s'assurer que c'est lui qui héritera de sa fortune.
4. Corvino : marchand cupide, il veut que sa femme devienne l'héritière de Volpone. Il est décrit comme étant un homme brutal et tyrannique, qui maltraite sa femme et utilise la violence pour obtenir ce qu'il veut. Il est souvent en compétition avec les autres courtisans pour le favoritisme de Volpone, et il est déterminé à s'assurer que sa femme héritera de la fortune de ce dernier.
5. Lady Politic Would-be : femme influente et ambitieuse, elle cherche à se faire élire au conseil de Venise en courtisant Volpone. Elle est décrite comme étant une femme intelligente et déterminée, qui n'hésite pas à utiliser ses charmes pour manipuler les hommes autour d'elle. Elle est souvent en compétition avec les autres courtisans pour le favoritisme de Volpone, et elle est déterminée à s'assurer que c'est elle qui héritera de sa fortune.
6. Sir Politic Would-be : homme influent, il cherche à se faire élire au conseil de Venise en courtisant Volpone. Il est décrit comme étant un homme astucieux et manipulateur, qui n'hésite pas à utiliser ses connaissances et ses relations pour atteindre ses objectifs. Il est souvent en compétition avec les autres courtisans pour le favoritisme de Volpone, et il est déterminé à s'assurer que c'est lui qui héritera de sa fortune.
7. Celia : femme de Corvino, elle est maltraitée et opprimée par son mari. Elle est décrite comme étant une jeune femme belle et innocente, qui est prisonnière d'une vie misérable et sans amour. Elle est souvent prise en pitié par les autres personnages, mais elle est aussi capable de faire preuve de courage et de détermination lorsqu'elle est confrontée à des situations difficiles.
8. Bonario : fils de Corbaccio, il est souvent opprimé par son père. Il est décrit comme étant un jeune homme droit et honnête, qui est profondément affecté par les actions malveillantes de son père. Il est souvent en désaccord avec les autres personnages, et il est déterminé à faire ce qui est juste et à défendre ceux qui sont opprimés.

## L'intrigue
L'intrigue de Volpone tourne autour de la supercherie du personnage principal, Volpone, qui feint d'être mourant pour tromper des courtisans avides de hériter de sa fortune fictive. La pièce se déroule à Venise au XVIIe siècle et se concentre sur les interactions entre Volpone, les courtisans et d'autres personnages importants tels que Mosca, le valet de Volpone, et Lady Would-be, la femme avide de pouvoir.
Le début de la pièce présente Volpone en train de jouer avec ses courtisans, qu'il a trompés en leur faisant croire qu'ils sont ses héritiers potentiels. Chaque jour, il offre à chacun d'entre eux un cadeau coûteux pour leur montrer sa générosité et les encourager à continuer à se battre pour sa faveur.
Cependant, Mosca, le valet de Volpone, est également impliqué dans la supercherie en aidant Volpone à tromper les courtisans. Il les flatte et les encourage à se disputer pour la faveur de Volpone, tout en conservant le secret de la nature fictive de la fortune de son maître.
Au fil de la pièce, d'autres personnages sont introduits, tels que Lady Would-be, qui cherche à se marier avec Volpone pour accéder à sa richesse, et Bonario, le fils d'un courtisan, qui est enfermé par Volpone pour l'empêcher de révéler la supercherie.
Finalement, les courtisans comprennent la supercherie et se retournent contre Volpone, mais celui-ci est sauvé par l'intervention de Bonario et d'autres personnages moraux. La pièce se termine avec la révélation de la nature avide et trompeuse de Volpone et de Mosca, et avec la punition des personnages les plus vils.
En somme, l'intrigue de Volpone se concentre sur la tromperie et les machinations de Volpone pour tromper les courtisans, ainsi que sur les interactions et les conflits entre les personnages dans leur lutte pour accéder à la richesse fictive de Volpone.

## Les thèmes principaux
Les thèmes principaux de la pièce Volpone de Ben Jonson sont :
1. La cupidité : La cupidité est un thème majeur de la pièce, qui critique les personnes qui cherchent à accumuler plus de richesse et de pouvoir à tout prix.
2. La corruption : La corruption est un autre thème central de la pièce, qui montre comment les personnes peuvent être corrompues par l'argent et le pouvoir, et comment elles peuvent utiliser leurs moyens illégaux pour atteindre leurs objectifs.
3. La justice : La pièce aborde également la question de la justice, en mettant en scène les personnages qui cherchent à manipuler le système judiciaire pour obtenir ce qu'ils désirent.
4. La ruse et la tromperie : La ruse et la tromperie sont des éléments clés de l'intrigue, qui montrent comment les personnages peuvent utiliser leur intelligence et leur astuce pour tromper les autres et obtenir ce qu'ils veulent.
5. L'apparence et la réalité : La pièce explore également le thème de la différence entre l'apparence et la réalité, montrant comment les personnages peuvent dissimuler leur véritable nature derrière une façade.

En général, Volpone est une comédie de mœurs qui utilise l'humour et la satire pour explorer les questions morales et sociales de son époque, tout en offrant un divertissement amusant et divertissant pour son public.

## Les adaptations

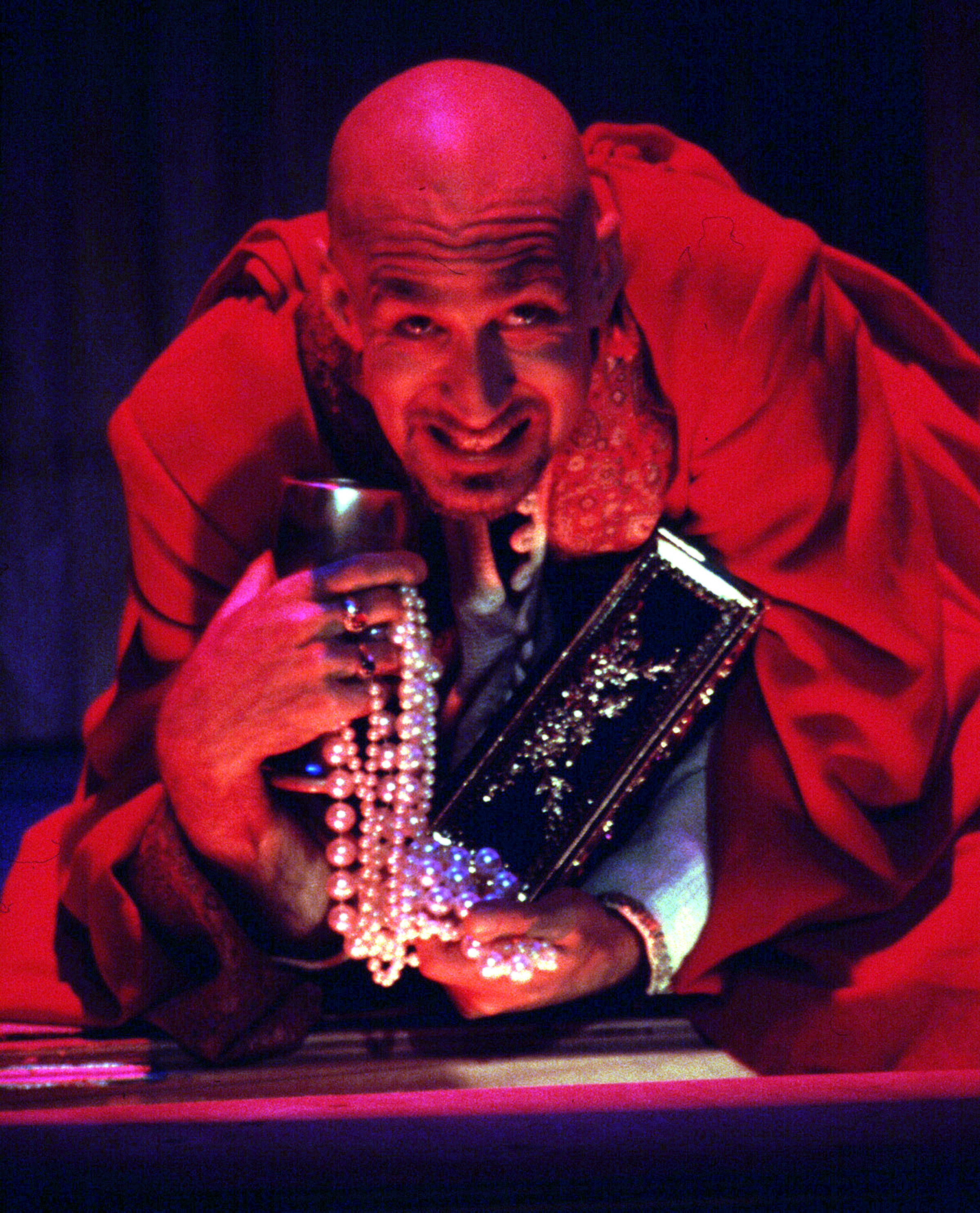
Volpone au théâtre (2000).

### Théâtre
- En 1918, le thème d'un homme qui simule sa mort pour tromper ses amis est repris par Giacomo Puccini dans la troisième partie d’Il trittico intitulée Gianni Schicchi.
- En 1925 Volpone est adapté par Stefan Zweig[2].
- En 1928, Jules Romains fait du texte de Zweig une adaptation française qui est mise en scène par Charles Dullin dans des décors et des costumes d'André Barsacq[3],[4]. La fin est modifiée : Mosca y récupère l'argent de Volpone.
- En 1945, Paul Achard adapte le texte en 9 tableaux (l’œuvre est éditée en 1945 dans un tirage à 425 ex. publié par Les éditions de la Nouvelle France).
- En 1968, Ian McLellan Hunter et Ring Lardner Jr. adaptent Volpone dans une comédie musicale avec la musique de Robert Emmett Dolan et les paroles de Johnny Mercer. L'intrigue est déplacée en 1898 dans le Yukon pendant la ruée vers l'or. Bert Lahr y jouait un prospecteur. Créée à Broadway en 1964, elle n'a connu que 72 représentations.
- En 1976, Larry Gelbart l'adapte dans Sly Fox en transposant l'intrigue de la Venise de la Renaissance au XIXe siècle, tout en faisant une farce de la satire initiale.
- En 2009, Attilio Maggiulli adapte et met en scène Volpone au Théâtre italien de Paris avec Hélène Lestrade dans le rôle de Mosca et David Clair dans celui de Volpone.
- Nicolas Briançon adapte et met en scène la pièce en 2012 pour le Théâtre de la Madeleine, avec Roland Bertin. Lady Haspir y est remplacée par une prostituée, qui reçoit Corvino après qu'il a battu sa femme, lequel lui demande de le fustiger pour le punir. La fin est considérablement modifiée.

### Opéra
- En 1953, George Antheil réalise Volpone  sur un livret d’Alfred Perry.

### Cinéma
- En 1941, Maurice Tourneur réalise Volpone (avec Harry Baur dans le rôle de Volpone, Louis Jouvet dans celui de Mosca, Jacqueline Delubac en Colomba et Charles Dullin dans celui de Corbaccio).
- En 1967, Joseph Mankiewicz réalise Guêpier pour trois abeilles en s'inspirant de Volpone (avec toutefois l'ajout d'une intrigue secondaire amoureuse), avec Rex Harrison dans le rôle-titre, Cliff Robertson dans celui de Mosca (« McFly ») et Maggie Smith dans celui de la jeune fille.
- 1978, Jean Meyer et Pierre Sabbagh adaptent Volpone dans un téléfilm avec Jean Le Poulain (Volpone), Francis Huster (Mosca), Claude Jade (Colomba), Francis Lemaire (Leone), Jacques Marin (Corvino) et Jean Meyer (Corbaccio).
- En 2003, Frédéric Auburtin réalise Volpone. avec Gérard Depardieu, Daniel Prévost, Inés Sastre et Gérard Jugnot

### Musique
- En avril 1944, le compositeur Emile Goué écrit une musique de scène pour la représentation donnée à l'Oflag XB de Nienburg-sur-Weser.